# Sarnaki

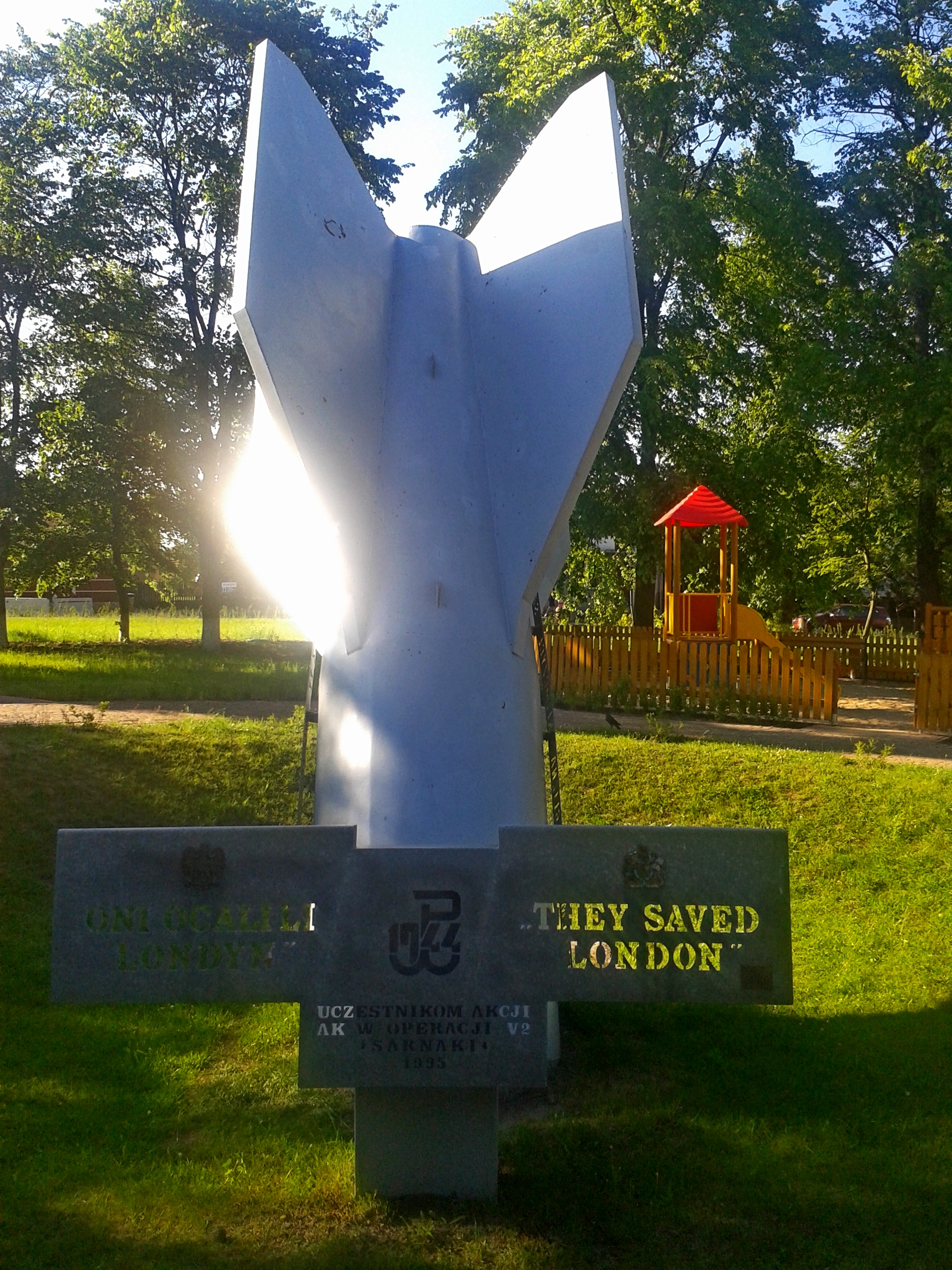
Makieta pocisku V2 w Sarnakach

Sarnaki – wieś sołecka w Polsce położona w województwie mazowieckim, w powiecie łosickim, w gminie Sarnaki, nad strugą Sarenką. Siedziba gminy Sarnaki, rzymskokatolickiego dekanatu Sarnaki oraz nadleśnictwa Sarnaki. Dawniej miasto, uzyskało prawo magdeburskie w 1754 roku, położone było w ziemi mielnickiej w województwie podlaskim. Prawa miejskie do 13 stycznia 1870 roku. W latach 1975–1998 miejscowość administracyjnie należała do województwa bialskopodlaskiego.
Przebiega tędy droga krajowa nr 19 Kuźnica Białostocka – Białystok – Rzeszów i droga wojewódzka nr 811 do Białej Podlaskiej. Przystanek kolejowy Sarnaki położony na linii kolejowej nr 31 Siedlce – Czeremcha. 

## Historia
Najstarszy przekaz o miejscowości pochodzi z 1430 i jest związany z erygowaniem parafii. Sarnaki zostały założone jako wieś drobnoszlachecka przez Sarnickich (lub Sarnackich) przybyłych tu z Mazowsza. W 1674 roku część dóbr sarnackich należało do ks. Kazimierza Macieja Zwierza h. Topór (zm. 1682).
W połowie XVII wieku właścicielką dóbr sarnackich była Helena z Zamoyskich, wdowa po Marku Wodyńskim i jej syn Jan. Mieszkali w Klimczycach. W późniejszym okresie XVII wieku Sarnaki odziedziczył pułkownik królewski Marek hr. Butler (zm. 1690), od 1676 do 1679 roku podkomorzy, a następnie starosta drohicki od roku 1679 do 1690. Prawa miejskie otrzymały w 1754 dzięki staraniom Aleksandra Łukasza Butlera, nadane przez króla Augusta III Sasa. W II połowie XVIII w. rozkwit miasteczka w oparciu o rzemiosło, w 1813 zabudowę zniszczyły powracające spod Moskwy wojska napoleońskie. Sarnaki utraciły prawa miejskie – podobnie jak szereg innych miasteczek Królestwa Polskiego – po upadku powstania styczniowego, w 1869. Miejscowość była przejściowo siedzibą gminy Chlebczyn.
Wiosną 1944 w okolicach wsi spadały rakiety V-2, które eksperymentalnie były wystrzeliwane z poligonu w okolicach Mielca. Jedna z nich utkwiła w mokradłach koło wsi Klimczyce i nie eksplodowała, została zdemontowana przez wywiad Armii Krajowej i dostarczona do Londynu. Po zakończeniu wojny wieś stała się lokalnym ośrodkiem handlowo-usługowym z drobnymi zakładami produkcyjnymi m.in. browarem.

## Żydzi w Sarnakach
Sarnaki już w XVIII wieku stały się domem dynamicznie rozwijającej się wspólnoty żydowskiej (JW Ossoliński, Słownik Geograficzny Królestwa Polskiego). Po III rozbiorze Polski w 1795, Żydzi ją zamieszkujący, podobnie jak ludność chrześcijańska, stali się poddanymi państw zaborczych. Warunki życia społeczności żydowskich różniły się w zależności od zaboru, sytuacja Żydów była jednak szczególnie ciężka w Imperium Rosyjskim, w którym wzmagał się antysemityzm, a ludności żydowskiej wyznaczono ograniczoną strefę osiedlenia. W XIX wieku nastąpiły duże zmiany – nasilała się migracja Żydów, głównie na zachodnie tereny Rosji. W połowie XIX wieku na terenie parafii Sarnaki żyło 562 wyznawców judaizmu na 4412 mieszkańców, w 1921 r. na 1588 mieszkańców żyło 1198 Żydów, w 1939 r. liczba ich wzrosła do 2000. Byli to głównie Żydzi orientacji chasydzkiej. W XIX w. żydowscy przedsiębiorcy wznieśli dwa wiatraki, jeden produkujący olej jadalny, drugi w farbiarni tkanin. W latach 50. XIX wieku została założona w Sarnakach synagoga, w 1902 powstał dom modlitwy, w 1917 – szkoła religijna, a w 1919 otwarto również łaźnię rytualną. 
Jesienią 1941 Niemcy utworzyli w Sarnakach getto dla ludności żydowskiej. Łącznie znalazło się w nim ok. 1500 osób, w tym Żydzi wysiedleni z sąsiednich miejscowości. Getto zostało zlikwidowane w maju 1942, kiedy to jego mieszkańców wywieziono do gett w Łosicach i Mordach.
Po wyzwoleniu do Sarnak powróciła niewielka grupa ocalonych. Ukonstytuował się Komitet Żydowski, w którym 4 grudnia 1944 zarejestrowanych było 30 osób. Wielu Żydów z Sarnak znalazło się na Ziemiach Odzyskanych. Większość z nich w kolejnych latach opuściła Polskę.

## Urbanistyka
O miejskiej przeszłości Sarnak świadczy układ urbanistyczny z centrum, które stanowi kwadratowy rynek. Służył on do organizacji sześciu dorocznych jarmarków i choć zachował dawny kształt, to wygląda zdecydowanie odmiennie niż kiedyś. Do 1941 r. rynek był gęsto zabudowany nie tylko wokół, ale również w środkowej części, która dziś stanowi zielony skwer. Domy i rozliczne sklepy były niemal w całości własnością Żydów. Środek rynku, pełen stłoczonych, drewnianych domów, oblepionych przybudówkami i komórkami, mieszkańcy ironicznie przezywali „ratuszem”. Z niegdysiejszej zabudowy zachowała się w zasadzie tylko jedna, północno-wschodnia pierzeja. Dzisiejszy obraz rynku to po części efekt odwetowego bombardowania 22 czerwca 1941 r., pierwszego dnia wojny radziecko-niemieckiej.
W środkowej części rynku ustawiono pomnik upamiętniający przechwycenie i rozpracowanie niemieckiej tajnej broni V-2, przedstawiający pomalowaną na szaro makietę pocisku rakietowego (wg projektu Marka Ambroziewicza). Monument przypomina jedną z bardziej spektakularnych akcji konspiracyjnych na Podlasiu. Wiosną 1944 roku Niemcy rozpoczęli próby z wystrzeliwaną koło Mielca nową bronią. W szkole w Sarnakach stacjonował specjalny oddział określający miejsce upadku i ocenę skutków wybuchu oraz zbierający szczątki Wunderwaffe. W okolicach Mierzwic 20 maja 1944 roku upadła i nie wybuchła rakieta, skąd w tajemnicy przed Niemcami wydobyli ją miejscowi konspiratorzy. W dobrze zorganizowanych działaniach osłonowych wydobycia rakiety uczestniczył m.in. oddział partyzancki mjr. „Zenona” Stefana Wyrzykowskiego. Następnie w akcji Most III zdobyta rakieta trafiła do Londynu. Pomnik odsłonięto w 1995 r., a jego charakter nawiązuje bezpośrednio do tamtych wydarzeń – naturalnej wielkości kopia rakiety V-2 wbija się w nadbużańskie mokradła. Na pomniku znajduje się napis Oni uratowali Londyn. Od maja 2007 imię „Bohaterów Akcji V2” nosi miejscowa szkoła.

## Zabytki

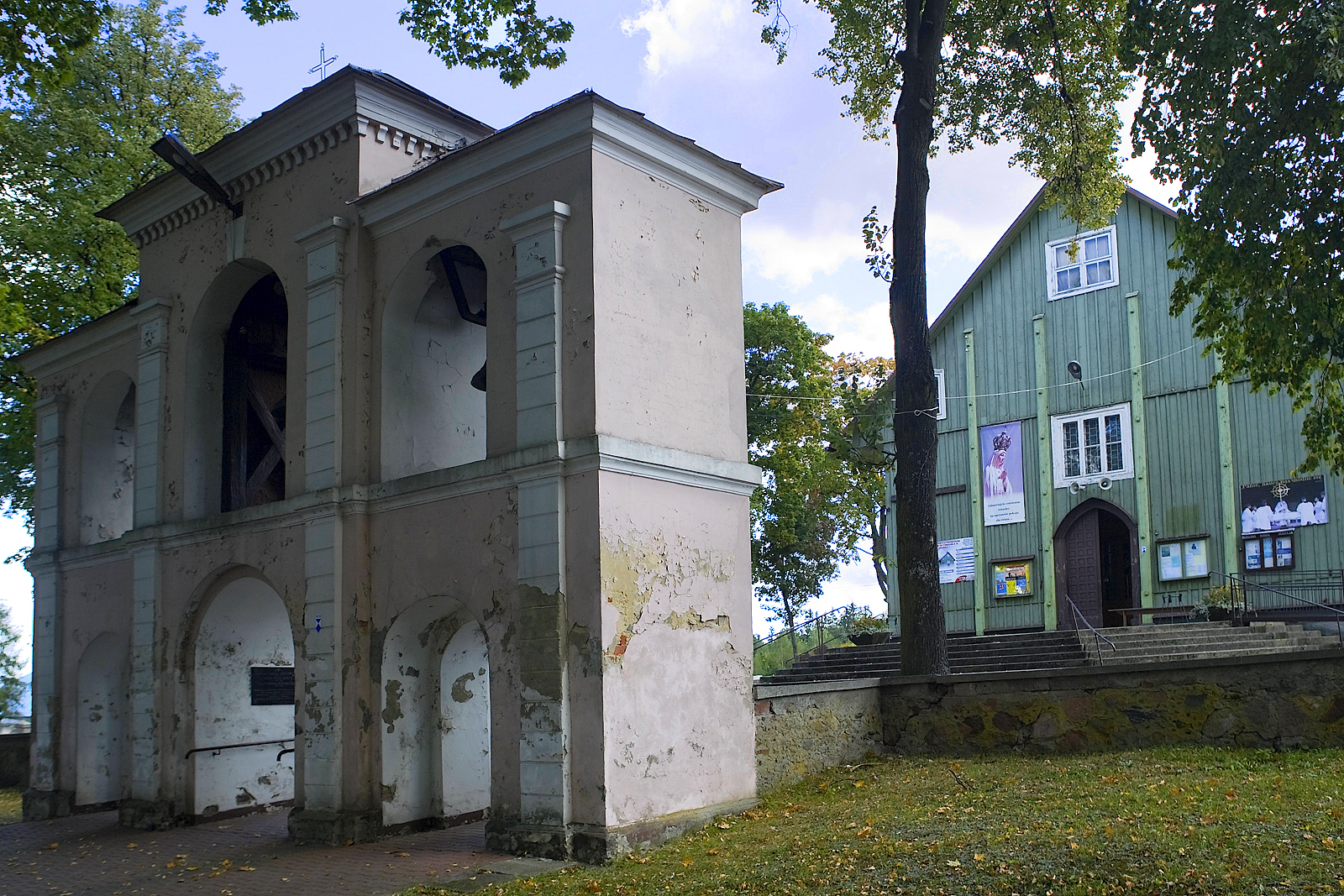
Dzwonnica przed kościołem św. Stanisława

- Drewniany parafialny kościół katolicki św. Stanisława Biskupa i Męczennika – wybudowany z fundacji właściciela miasta Stanisława Ossolińskiego w 1816 roku z trzema klasycystycznymi ołtarzami. Do ruchomego wyposażenia kościoła należą m.in. zabytkowe organy wraz z prospektem pochodzące z XVII w. W kościele znajdują się tablice epitafijne Joachima i Bronisława Podczaskich, właścicieli Sarnak i dóbr Klimczyce. W bezpośrednim sąsiedztwie kościoła wznosi się murowana dzwonnica-brama (1871 lub 1872) z trzema dzwonami, nieco nowsza kamienna kostnica (1881), kolumna z przeniesioną w sąsiedztwo świątyni figurą św. Jana Nepomucena (1874) i 2 toskańskie kolumny z rzeźbami Zbawiciela i NMP.

- Plebania z lat 1883–84.

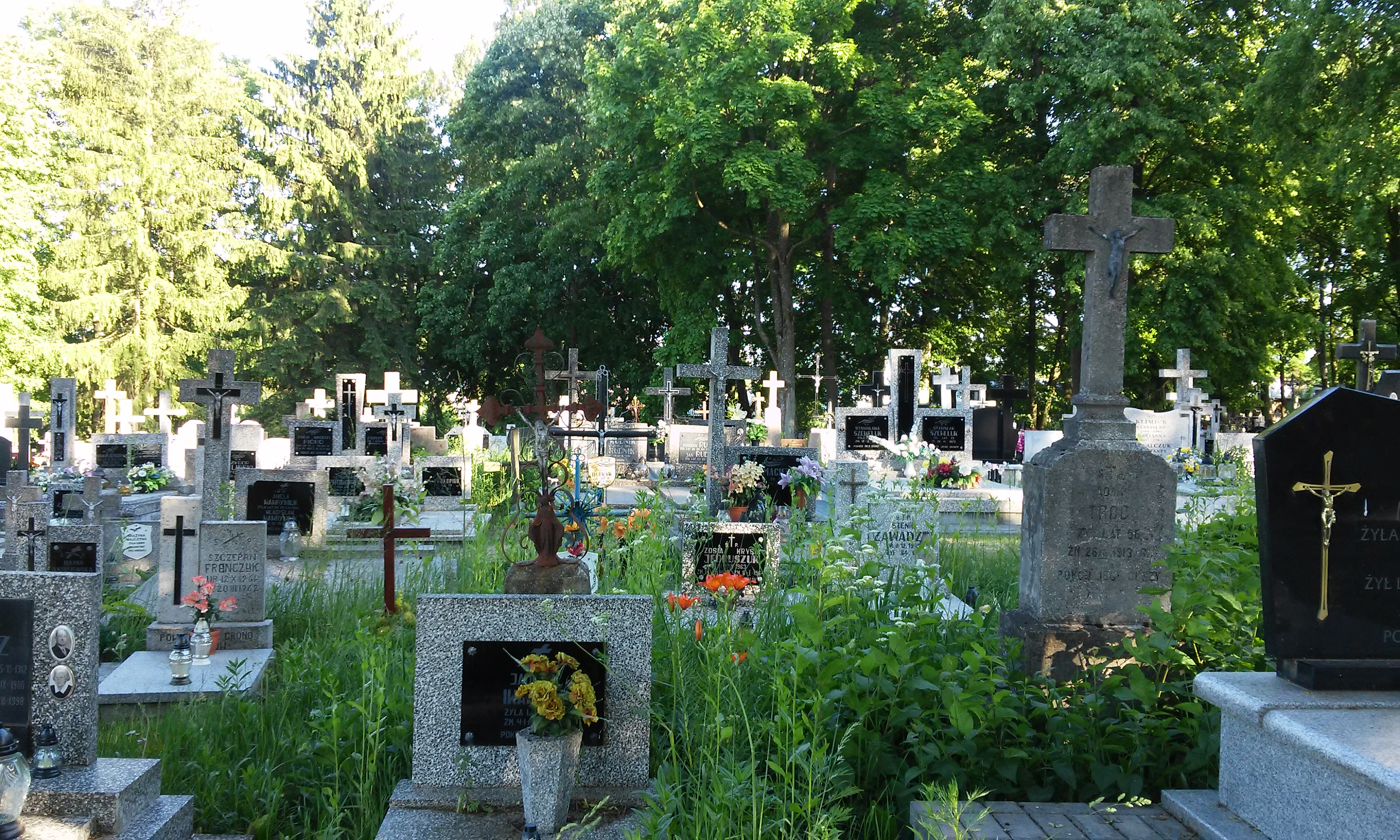
Cmentarz parafialny w Sarnakach

- Dwór murowany wybudowany w II poł. XIX wieku przez ostatnich właścicieli miasta Podczaskich (obecnie jest w posiadaniu Nadleśnictwa Sarnaki).
- Browar wybudowany w latach 1903-05 z czerwonej cegły przez Józefa Szummera. Od roku 1975 browar nie funkcjonuje.
- Cztery nekropolie: cmentarz przykościelny (zachowane 2 nagrobki z I poł. XIX w., na tyłach prezbiterium), tzw. „stary cmentarz” (przy drodze w kierunku Grzybowa, ul. Kilińskiego, oczyszczony i częściowo odrestaurowany w 2007 r., zachowane 3 groby), cmentarz żydowski (w zachodniej części miejscowości, ul. Marii Konopnickiej, zachowanych kilka nagrobków), cmentarz parafialny z zabytkowymi nagrobkami.
- Zabytkowe krzyże i kapliczki (przeszło 250 na terenie gminy Sarnaki).